# Salutació de torero
Salutació de torero és una pintura a l'oli sobre llenç realitzada per Édouard Manet entre 1866 i 1867 (113 × 171,1 cm). És una de les obres de Manet que l'havien rebutjat en el Saló de París el 1866. L'artista va ser autoritzat pel prefecte per exposar en el seu taller sota la condició formal no obrir per llarg temps les seves portes. Forma part de la col·lecció del Museu Metropolità d'Art a Nova York.

## Història
Encara hi ha incertesa sobre la data exacta de l'execució de l'obra. Charles S. Moffett cita una primera referència el 1867, en una exposició privada en el pavelló Alma.
Étienne Moreau-Nélaton i Adolphe Tabarant, estan d'acord que el germà de Manet, Eugene, va ser el model per al personatge, i que de fet representa un torero quan és aplaudit per la multitud després de la mort de torus. El comprador de l'obra, Théodore Duret, explica, que és més aviat, un torero sol·licitant permís per matar el torus.
A diferència de la pintura de Victorine Meurent en vestit de torero considerada des d'un vista de punt taurí com una fantassía, La Salutació de torero va ser executada després del viatge de Manet a Espanya el 1865; reflecteix l'admiració òbvia per a Espanya i el seu art. Charles S. Moffet es veu en aquesta obra una correspondència amb Diego Velázquez i Francisco Zurbarán de qui es va inspirar l'artista per a la composició i ús del color de la pintura.
La Salutació de torero és la primera obra de gran format realitzada per Manet; pel que Louisine Havemeyer va tenir dubtes abans de comprar-ho a Théodore Duret, temia que la mida no fos del grat del seu marit; finalment es va decidir quan Mary Cassatt va afirmar: «Aquest és exactament el format que Manet volia (...)». De fet, Henry Osborne Havemeyer es va encapritxar amb els grans formats i immediatament va comprar El cantant espanyol i Jove vestit de majo que eran també part del període hispà de Manet. Els dos quadres junt amb el de Victorine Meurent en vestit de torero van ser llegats al MET a Nova York el 1929.

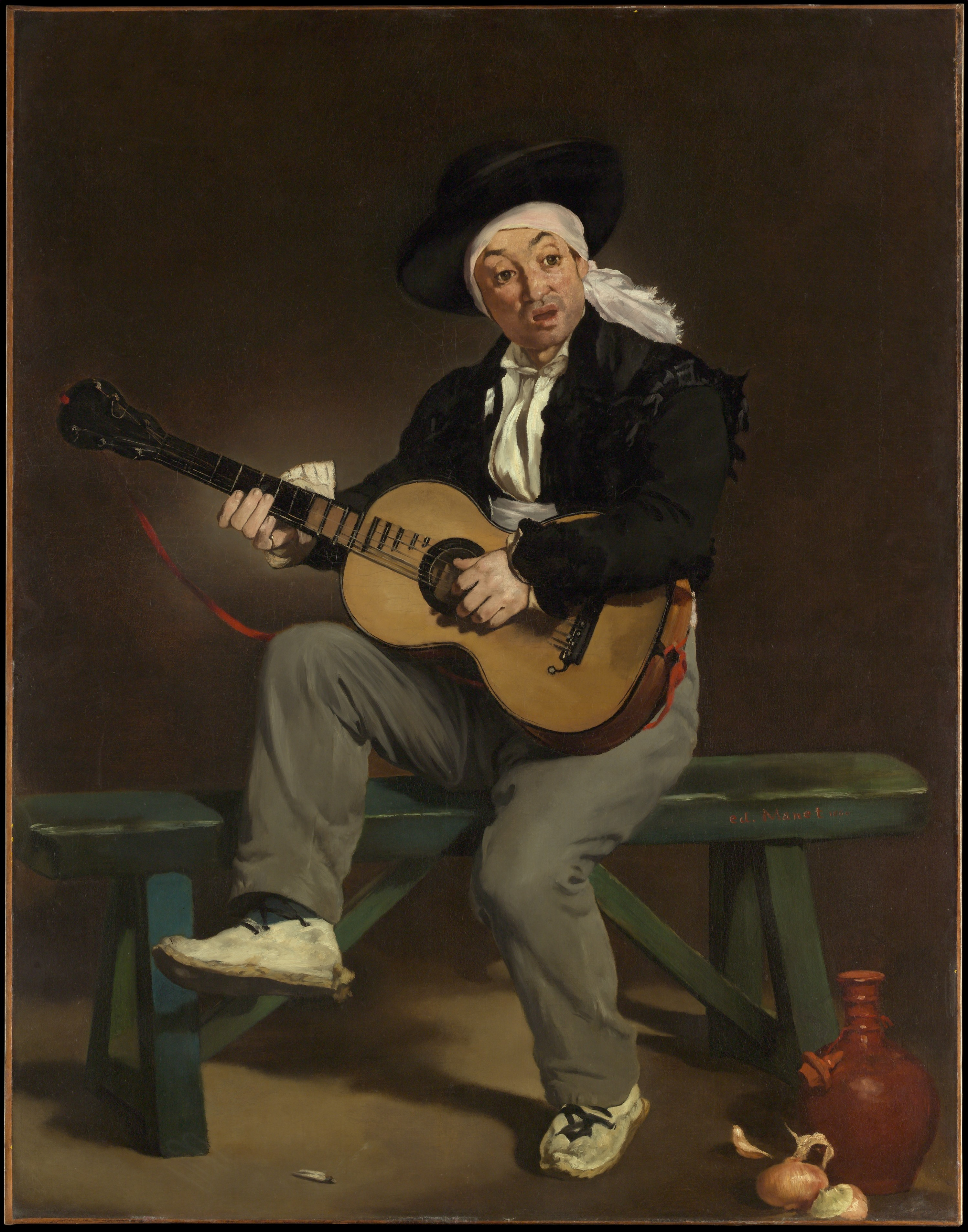
El cantant espanyol 1860
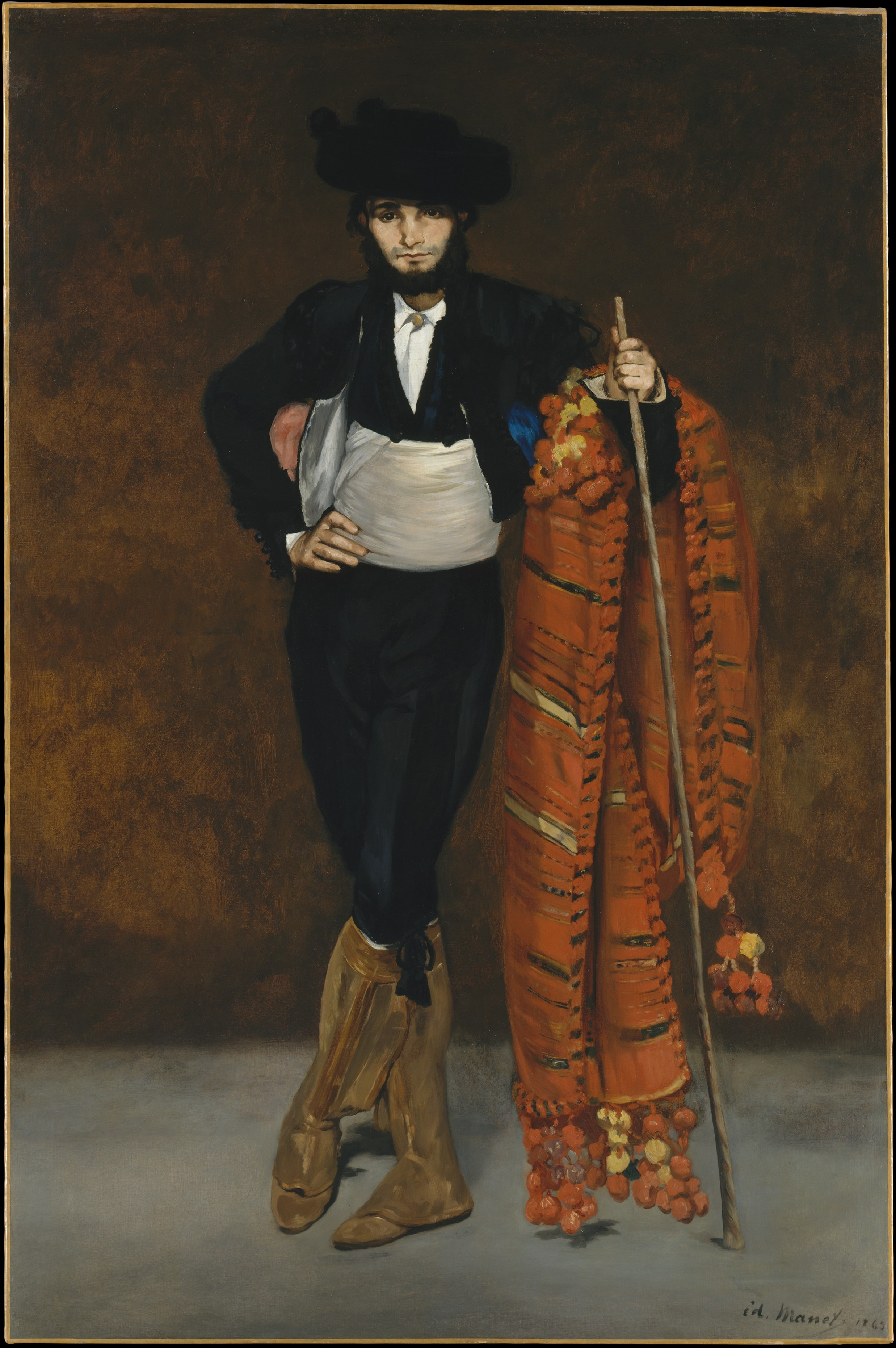
Jove vestit de majo 1863
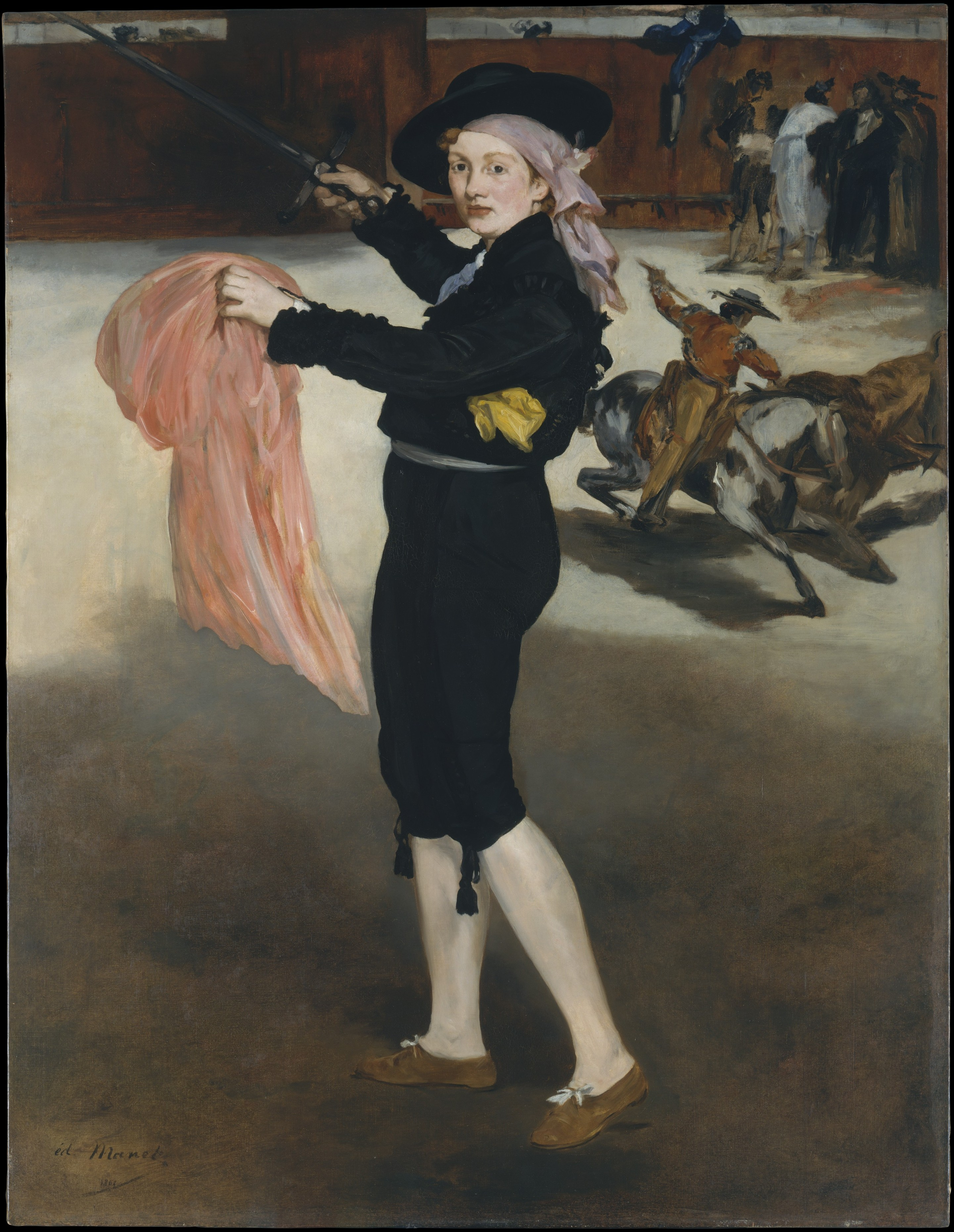
Victorine Meurent en vestit de torero1862